# Staljinova nagrada
Staljinova nagrada (ruski: Пре́мия имени Ста́лина), je bila visoka sovjetska godišnja nagrada, za dostignuća u znanosti i umjetnosti koja se dodjeljivala od 1941. do 1954.

## Povijest nagrade
Staljinova nagrada osnovana je dekretom Sovjeta narodnih komesara Sovjetskog Saveza - 20. prosinca 1939. formalno  povodom 60. rođendana druga Josifa Visarionoviča Staljina.
Na samom početku ustanovljeno je 16 nagrada u visini od 100.000 rubalja, koje se dodjeljivane jednom godišnje za doprinos u sljedećim kategorijama za doprinos u znanosti i umjetnosti:
- fizika - matematika
- tehnika
- kemija
- biologija
- agronomija
- medicina
- filozofija
- ekonomija
- povijest / filologija
- pravo
- glazba
- slikarstvo
- kiparstvo
- arhitektura
- teatar
- film

Istim dekretom ustanovljena je i nagrada za najbolji izum, i to 10 prvih u iznosu od 100.000, 20 drugih u iznosu od 50.000 i 30 trećih od 25.000 rubalja, kao i nagrada za doprinos vojsci, 3 prve od 100.000 rubalja, 5 drugih od 50.000 rubalja, i 10 trećih od 25.000 rubalja.
Dva mjeseca kasnije 1. veljače 1940., dodane su još četiri nagrade za doprinos u književnosti u iznosu od 100.000 rubalja, u kategorijama;
- poezija
- proza
- dramaturgija
- književna kritika[2]

Prve nagrade dodjeljivane 1941. davane su za doprinos u posljednjih 5 godina (od 1935. do 1940.) nakon tog za doprinos u protekloj kalendarskoj godini. Prijedlozi za nagradu dostavljali su se do 15. listopada, nakon rasprava po odborima i žiriranja odluke o nagradi se objavljivale 1. prosinca.
Stvarni cilj dodjeljivanja nagrade bila je motivacija ljudi za proizvodnju što veće (i kvalitetnije) količine ratnog materijala, tako je 1942. nagradu dobio tadašnji predsjednik Akademije znanosti - Vladimir Komarov, koji je na čelu tima eksperata ispitao mogućnosti Urala za smještaj i razvoj ratne industrije.
Pored novčanog iznosa dobivala se i plaketa i medalja.

## Nepotpun Popis dobitnika Staljinove nagrade
Prvih nekoliko godina rata, najviše nagrada dobivali su konstruktori oružja, pa je apsolutni rekorder projektant zrakoplova - Sergej Vladimirovič Iljušin koji je dobio nagradu 7 puta. Ali što se tiče tog ni umjetnici nisu stajali loše, - Sergej Prokofjev dobio je nagradu 6 puta, a Dmitrij Šostakovič 4 (1941., 1942., 1950. i 1952.)
1941.
- Peter Leonidovič Kapica: za fiziku
- Sergej Vladimirovič Iljušin: za konstrukciju aviona
- Grigorij Aleksandrov: za filmove Cirkus i Volga-Volga
- Nikolaj Asijev: za poemu Početci Majakovskog
- Nikolaj Burdenko: za neurokirirgiju
- Isaak Dunajevski: glazba za filmove Cirkus i Volga-Volga
- Uzeir Hadžibejli: za operu Ker oghlu
- Aram Hačaturjan:glazba, za Violinski koncert u d-molu
- Nikolaj Mjaskovski:glazba,  21. Simfonija br. 21 u fis-molu opus 51
- Jurij Šaporin: za kantatu Na Kulikovu polju
- Dmitrij Šostakovič: glazba, za Glasovirski kvintet u g-molu opus 57
- Mihail Aleksandrovič Šolohov: za književnost
- Dmitrij Čečulin: za arhitekturu
- Andrej Kolmogorov: matematika
- Sergej Sobolev: matematika
- Dmitrij Maksutov: za astronomsku optiku
- Vladimir Obručev: za geologiju
- Aleksandar Gerasimov: za sliku Staljin i Vorošilov u Kremlju

1942.
- Aleksandar Aleksandrov: matematika
- Tihon Nikolajevič Hrenikov: glazba Svinjarka i pastuh za film Susret u Moskvi
- Dmitrij Šostakovič: 7. simfonija
- Simon Džanašja: za gruzijsku ranu povijest
- Ilja Erenburg : za književnost
- Vladimir Komarov: za ekonomiju i geologiju
- Nikolaj Astrov: za Tenk T-60

1943.
- Muktar Ašhrafi: Simfonija br. 1 Herojska
- Aram Hačaturjan: glazba za balet Gajane
- Leonid Leonov za književnost
- Sergej Prokofjev: Klavirska sonata br. 7 B-Dur op.83
- Visarijon Šebalin: Gudački kvartet br. 5
- Lina Štern: za biologiju
- Aleksej Tolstoj: književnost, za roman Iskušenje
- Nikolaj Astrov: za Tenk T-70

1945.
- Sergej Ejzenštejn: za film Ivan Grozni (I. dio)
- Mikola Bašan: književnost, za roman U danima rata
- Aleksandar Fadejev: književnost, za roman Mlada garda
- Venjamin Kaverin: književnost, za roman Dva kapetana

1946.
- Leo Arnštam: filmski redatelj, za film Glinka
- Emil Giljels: glaosvirist
- Samuil Fajnberg: Koncert za glasovir br. 2
- Rejngold Glier: Koncert za sopran i orkestar
- Dmitri Kabalevski: Gudački kvartet br. 2
- Kara Karajev (s Gadžijevim): opera Domovina
- Aram Hačaturijan: Simfonija br. 2 u e-molu
- Tihon Črenikov: glazba za film  U 6 nakon rata
- Boris Ljatošinski: Ukrajinski kvartet
- Vano Muradeli: Simfonija br. 2
- Nikolaj Mjaskovski: Gudački kvartet br. 9 d-molu op.62
- Gavril Popov: Simfonija br. 2
- Sergej Prokofjev: 5. Simfonija – Klavirska sonata br. 8 – Balet Pepeljuga
- Jurij Šaporin: za oratorij Legenda o boju za rusku zemlju
- Andrej Štogarenko: Simfonija Moja Ukrajina
- Georgij Sviridov: za Klavirski trio
- Vera Panova: književnost, za roman Drugovi
- Samuil Maršak: književnost, za roman Dvanaest mjeseci
- Perec Markiš: književnost, za roman Rat
- Ivan Obreimov: za fiziku
- Nikolaj Rakov: Violinski koncert br.1 e-molu
- Dmitrij Maksutoj: za astronomsku optiku

1947.
- Leo Arnstam: filmski redatelj
- Simon Džanašia: za Gruzijsku povijest
- Sergej Prokofjev: Sonata br.1 u f-molu opus 80 za violinu i glasovir
- Visarion Šebalin: za kantatu Moskva
- Sergej Vasilenko: opera Mirandolina
- Vera Panova: književnost, za roman Ljudi iz Krušilike

1948.
- Boris Asafjev: za monografiju Glinka
- Boris Barnet: filmski redatelj i glumac
- Ilja Erenburg: književnost
- Rajnhold Glier: Gudački kvartet br. 4
- Kara Karajev: za simfonijsku poemu Lejli i Majnun
- Anatolij Ribakov: književnost, za roman Mornarski bodež
- Nikolaj Bernštajn: za naučni rad O strukturi pokreta
- Tihon Sjomuškin: književnost, za roman Plamen u polarnoj noći

1949.
- Fikret Amirov: Simfonijske mugame br. 1 i 2
- Aleksandar Arutjunjan: Kantate za domovinu
- Dmitrij Kabalevski:Violinski koncert u C-Dur op.48
- Fjodor Gladkov: književnost, za roman Moje djetinstvo
- Vera Panova: književnost, za roman Jasna obala
- Vasilij Ašajev: književnost, za roman Daleko od Moskve
- Mihail Kalašnjikov: za konstrukciju jurišne puške AK-47
- Nonna Mordjukova: glumica, za ulogu u filmu Mlada garda
- Anatol Ivanov-Smolenski: za naučni rad Osnove patofiziologije nervnog sistema

1950.
- Grigorij Aleksandrov: za film Susret na Elbi
- Rajnhold Glier: Bročani konjanik
- Nikolaj Mjaskovski:  Sonata za violončelo br. 2 u a-molu opus 81
- Dmitrij Šostakovič: Pjesme šumâ, glazba za film Pad Berlina
- Aleksandar Čajkovski, za roman Kod nas je već jutro
- Vladimir Obručev: za geologiju
- Viktor Ambarcumjan i Venjamin Markarjan: za astronomiju

1951.
- Arno Babadžanjan: Herojske balade
- Heinz Barwich: fizika, za suradnju u konstrukciji atomske bombe
- Isaak Dunajevski: glazba za film Kubanski Kozaci
- German Galjnin: Epske pjesme
- Nikolaj Gricenko: za glumu u filmu Vitezi zlatne zvijezde
- Dmitrij Kabalevski: za operu Taras Buljba
- Berdi Kerbabajev: književnost, za roman Iz zemlje bijelog zlata
- Nikolai Mjaskovski:  Simfonija br. 27 u c-molu opus 85 – Gudački kvartet br. 13 u a-molu opus 86
- Sergej Prokofjev: oratorij Čuvari mira
- Otar Taktakišvili: Simfonija br. 1 u a-molu
- Anatolij Ribakov: književnost, za roman Vođe
- Jurij Trifonov: književnost, za roman Studenti
- Vladimir Beljajev: književnost, za trilogiju Stara utvrda
- Aleksi Mačavariani: glazba
- Ding Ling: književnost, za roman Sunce iznad Sangana
- Nikolaj Baranski: za ekonomski atlas SSSR-a
- Galina Nikolajeva: za roman Žetva
- Rostislav Aleksejev: za konstrukciju ekranoplana
- Nikolaj Astrov: za konstrukciju tenka

1952.
- Muktar Ašhrafi
- Jurij Šaporin: Romanse za glas i glasovir
- Dmitrij Šostakovič: Deset poema prema pjesmama revolucije za zbor - opus 88
- Andrej Štogarenko: glazba, za simfonijsku svitu Sjećanja Ukrajinke Lese
- Otar Taktakišvili: Koncert za glasovir br. 1 u c-molu
- Lev Teremin: fizika

1953.
- Manfred Ardenne: fizika, za suradnju u konstrukciji atomske bombe
- Anatolij Aleksandrov: za nuklearnu fiziku
- Pablo Neruda: književnost, za mir

1954.
- Andrej Saharov: za fiziku
- Igor Jevgenjevič Tamm: za fiziku
- Igor Vasiljevič Kurčatov: za fiziku

## Kraj Staljinove nagrade
Nakon smrti Staljina, počela je demotaža njegovog kulta ličnosti, pa je njegova nagrada ukinuta. Umjesto nje je 1966. uvedena Privredna nagrada Sovjetskog Saveza.
Nakon pada u nemilost nagrade su oduzete Lavrentiju Beriji, ali i njegovom sinu Sergu Beriji (dobio za konstrukciju raketa) i poznatom fizičaru i disidentu Andreju Saharovu

## Vanjske poveznice
- 100 великих наград (rus.)